# Guang'an
Guang'an (en xinès simplificat: 广安, en xinès tradicional: 廣安, en pinyin: Guǎng'ān i en Wade-Giles kwang-an) és una ciutat-prefectura de l'est de la província de Sichuan, a la República Popular de la Xina. És coneguda per ser el lloc natal del dirigent històric xinès Deng Xiaoping. Guang'an reposa entre els turons de la part central de Sichuan i la zona de gorges de l'àrea de l'est, prop del riu Iang-Tsé. Atesa la seva situació estratègica, és coneguda com la "Porta d'Entrada a l'Est de Sichuan".
La seva població era de 3,205,476 habitants segons el cens de 2010, dels quals 858,159 en la zona urbanitzada dels districtes de Guang'an i Qianfeng.

## Geografia i clima
Guang'an està situada en una zona que fa una pujada gradual al llarg del límit de la Conca de Sichuan. La seva àrea és de 6,344 km². La part oriental de Guang'an és muntanyosa, la part central presenta una orografia de turons i la part occidental és relativament plana. L'elevació de les serralades oscil·la entre els 185 i els 1704 metres sobre el nivell del mar. Els rius principals són el riu Qu (渠江), que travessa el centre del territori, i el riu Jialing (嘉陵江), a l'oest.
El clima és temperat i monzònic. La temperatura mitjana està entre els 15.8 °C i els 17.7 °C. Els hiverns són lleus i els estius calorosos. La mitjana de precipitació és d'entre els 1000 i els 1500 mm. Durant l'hivern i la primavera plou relativament poc, mentre que durant l'estiu, cauen tempestes fortes. A la tardor, la pluja i el vent són gairebé constants.

## Administració
Guang'an conté 1 ciutat (Huaying), 3 comtats, 87 pobles i 2886 aldees que sumen una població total de 4,443,000 persones.
| Map | Map                   | Map     | Map          | Map                    | Map        | Map            |
| --- | --------------------- | ------- | ------------ | ---------------------- | ---------- | -------------- |
|     |                       |         |              |                        |            |                |
| #   | Name                  | Hang zi | Hanyu Pinyin | Population (2004 est.) | Area (km²) | Density (/km²) |
| 1   | Districte de Guang'an | 广安区  | Guǎng'ān Qū  | 1,230,000              | 1,536      | 801            |
| 6   | Districte de Qianfeng | 前锋区  | Qiánfēng Qū  |                        | 500        |                |
| 2   | Ciutat de Huaying     | 华蓥市  | Huāyíng Shì  | 350,000                | 466        | 751            |
| 3   | Comtat de Yuechi      | 岳池县  | Yuèchí Xiàn  | 1,160,000              | 1,457      | 796            |
| 4   | Comtat de Wusheng     | 武胜县  | Wǔshēng Xiàn | 820,000                | 966        | 849            |
| 5   | Comtat de Linshui     | 邻水县  | Línshuǐ Xiàn | 970,000                | 1,919      | 505            |

## Economia
L'economia de la regió de Guang'an es basa en els recursos naturals. Els recursos miners són abundants i el sòl és ideal per a l'agricultura.

## Turisme
La casa-museu natal de Deng Xiaoping es troba al llogaret de Paifang(牌坊村) a la ciutat de Xiexing (协兴镇). Guang'an compta també amb nombrosos parcs naturals.